# Trackpoint

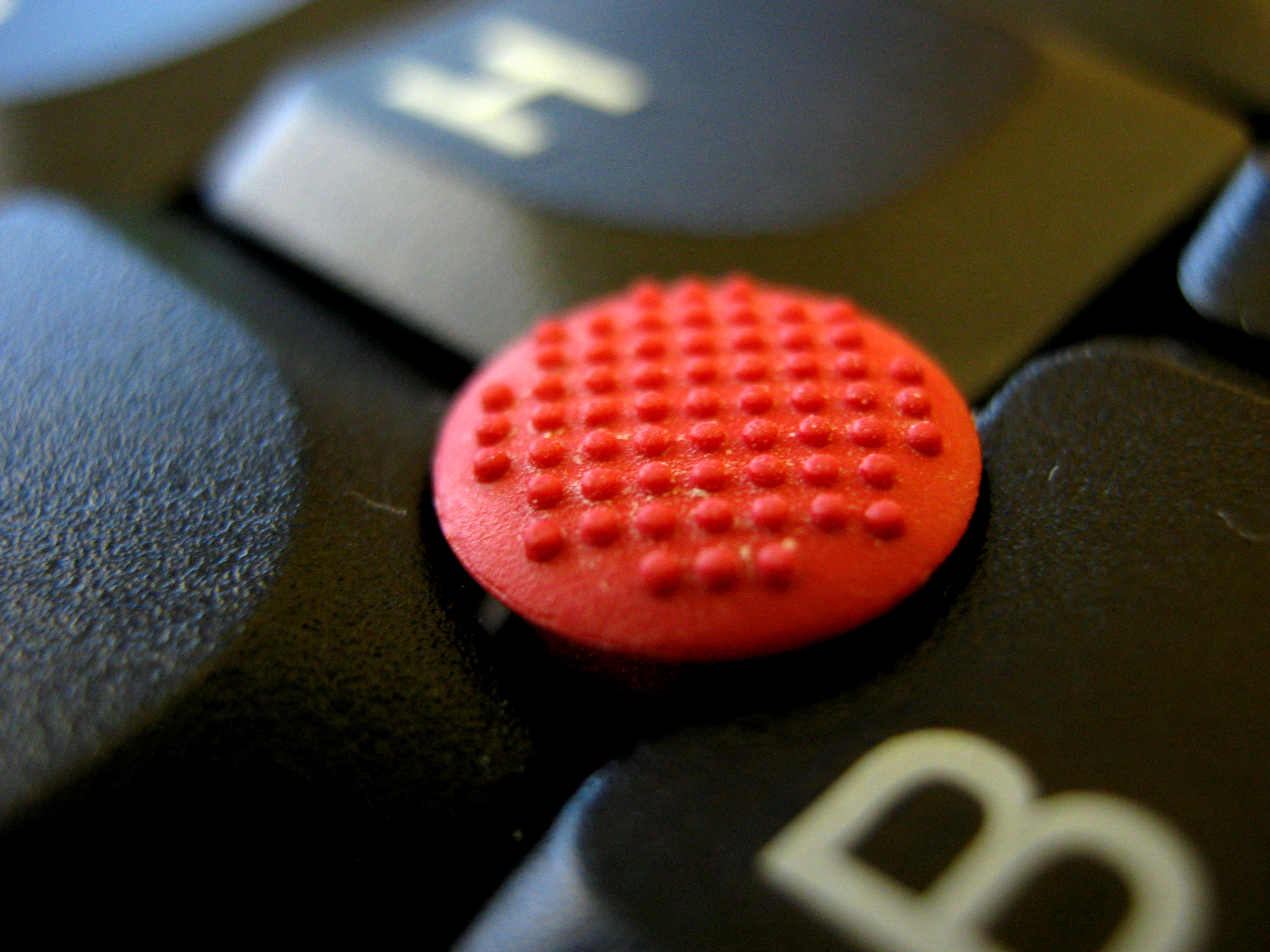
Trackpoint na Lenovo ThinkPad

Punkt dotykowy, manipulator punktowy (ang. trackpoint) – manipulator, jedno z urządzeń wejściowych komputera; służy do interakcji użytkownika z systemem operacyjnym i programami.
Nazywany w zależności od producenta: trackpoint (IBM, a później Lenovo), trackstick (Dell), pointstick (Hewlett-Packard Compaq), touchstick (Fujitsu Siemens Computers), finetrack (Acer), NX point (NEC), vectorpad (Atari) lub accupoint (Toshiba).
Funkcjonalnie trackpoint to mały dżojstik (w postaci niewielkiego gumowego kapturka reagującego na siłę i kierunek nacisku) umieszczony w środkowej części klawiatury (okolice klawiszy G, H, B – pomiędzy nimi). Stosowany głównie w laptopach w zastępstwie touchpada. W przypadku trackpointa dwa lub trzy klawisze, odpowiadające przyciskom myszy, umieszczane są zaraz pod klawiszem spacji.

## Warianty
Punkty dotykowe mają zazwyczaj wymienną gumową nakładkę. Przycisk występuje zazwyczaj w kolorze czerwonym, lecz czasem jest koloru czarnego, niebieskiego, zielonego czy szarego. Konfiguracje przycisków różnią się w zależności od modelu laptopa i producenta. W niektórych laptopach firmy Toshiba wskaźnik znajdował się obok ekranu, a firma IBM umieściła go na myszy komputerowej, pomiędzy prawym a lewym przyciskiem myszy, w miejscu dzisiejszego środkowego przycisku (scrolla).